# Ray Bradbury
Ray Bradbury (anglès: Ray Douglas Bradbury)  (Waukegan, 22 d'agost de 1920 - Los Angeles, 5 de juny de 2012) fou un escriptor d'històries curtes, novel·les i assaigs, dramaturg, guionista i poeta estatunidenc.

## Biografia
Bradbury es graduà a la Universitat de Los Angeles el 1938. Tot i que la seva educació formal acabà aquí, es convertí en un "estudiant de la vida", venent diaris a les cantonades dels carrers de Los Angeles del 1938 al 1942, passant les nits a la biblioteca pública i els dies a la impremta.
Bradbury va ser lliure d'iniciar una carrera d'escriptor quan, a causa de la seva mala visió, va ser rebutjat per entrar a l'exèrcit durant la Segona Guerra Mundial. Inspirat per herois de ciència-ficció com Flash Gordon i Buck Rogers, va començar a publicar històries de ciència-ficció en fanzines el 1938. Va ser convidat per Forrest J Ackerman per assistir a la Societat de Ciència Ficció de Los Angeles, que aleshores es reunia a la Cafeteria Clifton al centre de Los Angeles. Allà va conèixer a Robert A. Heinlein, Emil Petaja, Fredric Brown, Henry Kuttner, Leigh Brackett i Jack Williamson. La primera història publicada de Bradbury va ser " Hollerbochen's Dilemma ", al número de gener de 1938 del fanzine d'Ackerman Imagination!. El juliol de 1939, Ackerman i la seva xicota Morojo van donar a Bradbury, de 19 anys, els diners per anar a Nova York per a la Primera Convenció Mundial de Ciència Ficció a la ciutat de Nova York, i van finançar el fanzine de Bradbury, Futuria Fantasia. Bradbury va escriure la majoria dels seus quatre números, cada volum imprès en nombre limitat a causa dels costos de publicació. Entre 1940 i 1947, va ser col·laborador de la revista de cinema de Rob Wagner, Script.
Es convertí en escriptor a temps complet el 1943, i contribuí en nombroses històries curtes per a diaris abans de fer-ne una col·lecció: Dark Carnival, el 1947.
La seva reputació com a escriptor de coratge i visió s'establí amb la publicació de The Martian Chronicles el 1950, que descriu els primers intents de la Terra de conquerir i colonitzar Mart, i les conseqüències inesperades. A continuació vingué The Illustrated Man i després, el 1953, Fahrenheit 451, la que molts consideren l'obra mestra de Bradbury, una mordaç acusació a la censura realitzada en un món futur en què la paraula escrita està prohibida. En un intent per salvar la seva història i cultura, un grup de rebels memoritzen obres senceres de literatura i filosofia a mesura que els llibres són cremats per l'estat totalitari. Altres treballs inclouen: The October Country, Dandelion Wine, A Medicine for Melancholy, Something Wicked This Way Comes, I Sing the Body Electric!, Quicker Than the Eye i Driving Blind.
En total, Bradbury va publicar més de trenta llibres, prop de sis-centes històries curtes i nombrosos poemes, assaigs, i peces de teatre. Les seves històries curtes van aparèixer en més de mil currículums d'antologies de "lectura recomanada" en escoles.
L'obra de Ray Bradbury ha estat inclòs en quatre col·leccions de Best American Short Story (Millor Història Curta d'Amèrica). Va ser premiat amb el premi O. Henry Memorial, el premi Benjamin Franklin, el premi Mundial de Fantasia per la seva trajectòria, el premi Grand Master de la Sciencie Fiction Writers of America (Escriptors de ciència-ficció d'Amèrica), el premi PEN Center USA West Lifetime Achievement, entre d'altres. Al novembre del 2000, la National Book Foundation Medal (la Medalla de la Fundació Nacional del Llibre) per part de la Distinguished Contribution to American Letters (la Distingida Contribució dels Lectors Americans) va fer una conferència sobre el senyor Bradbury amb motiu de la cerimònia dels premis 2000 National Book a la ciutat de Nova York.
Bradbury mai va confinar la seva visió a la literatura pura. Va estar nominat per un Premi de l'Acadèmia pel seu film animat Icarus Montgolfier Wright, i guanyà un Emmy Award pel seu guió televisiu de The Halloween Tree. Va adaptar seixanta-cinc de les seves històries per a Ray Bradbury Theater de la televisió. Va ser el consultor creatiu al pavelló dels Estats Units a la Fira Mundial de Nova York del 1964. El 1982 creà les metàfores interiors de la mostra Spaceship Earth a l'Epcot Center de Disney World, i més tard contribuí a la concepció de la ruta espacial Orbitron a Disneyland París.

## Vida personal

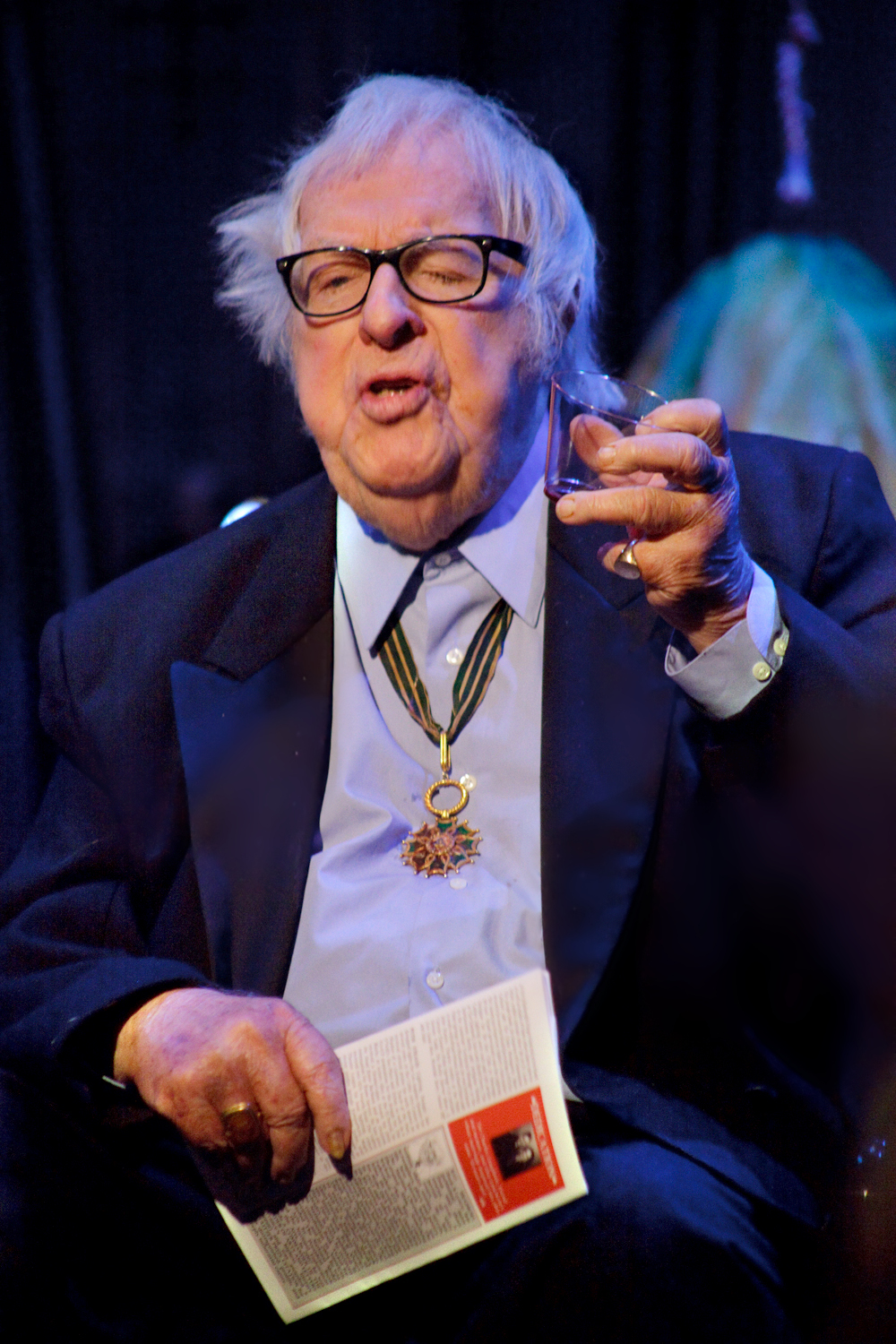
Bradbury el 2009

Bradbury va viure a casa dels seus pares fins que, el 1947, als 27 anys, es va casar amb Marguerite McClure (16 de gener de 1922). – 24 de novembre de 2003). Van romandre casats fins a la seva mort. Maggie, com se l'anomenava afectuosament, va ser l'única dona amb qui va sortir. Van tenir quatre filles: Susan, Ramona, Bettina i Alexandra. Bradbury mai va obtenir el carnet de conduir, però va utilitzar el transport públic o la seva bicicleta.
Tenien quatre filles i vuit nets. Maggie morí el novembre del 2003.
Va ser criat baptista pels seus pares, que eren poc freqüents a l'església. Com a adult, Bradbury va dir que es considerava un "religiós de la delicatessen" que es va resistir a la categorització de les seves creences i va rebre guia tant de les religions orientals com occidentals. Va sentir que la seva carrera era "una cosa donada per Déu, i estic molt agraït, molt, molt agraït. La millor descripció de la meva carrera com a escriptor és 'En joc als camps del Senyor'".
En ocasió del seu 80è aniversari a l'agost del 2000, Bradbury digué:
| «              | La gran alegria de la meva vida ha estat aixecar-se cada matí i córrer a la màquina d'escriure perquè m'ha vingut alguna nova idea. La sensació que tinc cada dia és molt semblant a la mateixa que tenia quan tenia dotze anys. En qualsevol esdeveniment, aquí estic, amb vuitanta anys, sense sentir-me diferent, ple d'un gran sentit de joia i content per la llarga vida que se m'ha permès. Tinc bons plans pels pròxims deu o vint anys, i espero que m'hi acompanyeu | » |
| — Ray Bradbury | |   |

Bradbury era un amic íntim de Charles Addams, i Addams va il·lustrar "Homecoming", la primera de les històries de Bradbury sobre els Elliott, una família que s'assemblava a la pròpia família Addams d'Addams, trasplantada a l'Illinois rural. Addams i Bradbury van planejar un treball col·laboratiu més gran que explicaria la història completa de la família, però mai es va materialitzar i, segons una entrevista del 2001, es van separar. L'octubre de 2001, Bradbury va publicar totes les històries de la família que havia escrit en un llibre amb una narració de connexió, From the Dust Returned, amb una portada d'Addams de la il·lustració original de "Homecoming".
Un altre dels amics íntims de Bradbury va ser l'expert en efectes especials Ray Harryhausen, que va ser el padrin de boda de Bradbury. Durant un homenatge dels premis BAFTA 2010 en honor al 90è aniversari d'Harryhausen, Bradbury va parlar d'haver-lo conegut per primera vegada a casa de Forrest J Ackerman quan tots dos teniel 18 anys. El seu amor compartit per la ciència-ficció, King Kong i The Fountainhead va ser l'inici d'una amistat de tota la vida. Aquestes primeres influències els van inspirar a creure en ells mateixos i a afirmar les seves opcions de carrera. Després de la seva primera trobada, es van mantenir en contacte almenys un cop al mes: la seva amistat va durar més de 70 anys.
Bradbury va explicar la següent trobada amb Sergei Bondarchuk, director de la pel·lícula èpica soviètica War and Peace de 1966–1967, en una cerimònia de lliurament de premis a Hollywood en honor de Bondarchuk:
| «               | Van fer una llarga cua i mentre Bondarchuk caminava per ella va reconèixer diverses persones:Oh, senyor Ford, m'agrada la seva pel·lícula. Va reconèixer la directora, Greta Garbo, i algú més. Jo estava parat al final de la cua i ho vaig mirar en silenci. Bondarchuk em va cridar; Ray Bradbury, ets tu? Es va acostar cap a mi, em va abraçar, em va arrossegar dins, va agafar una ampolla de Stolichnaya, es va asseure a la seva taula on estaven asseguts els seus amics més propers. Tots els famosos directors de Hollywood de la cua estaven desconcertats. Em van mirar i es van preguntar: Qui és aquest Bradbury? I, jurant, van marxar, deixant-me sol amb Bondarchuk... | » |
| — Ray Bradbury, | |   |

## Últims anys i mort
Al final de la vida, Bradbury va conservar la seva dedicació i passió malgrat la "devasació de malalties i morts de molts bons amics". Entre ells hi havia la mort del creador de Star Trek Gene Roddenberry, un amic íntim durant molts anys. Van romandre a prop durant gairebé 30 anys, després que Roddenberry li demanés que escrivís per a Star Trek; Bradbury es va negar, al·legant que "mai va tenir la capacitat d'adaptar les idees d'altres persones a cap forma sensata".
Bradbury va patir un ictus el 1999 que el va deixar parcialment dependent d'una cadira de rodes. Va fer aparicions regulars a convencions de ciència-ficció fins al 2009, quan es va retirar del circuit. Va continuar escrivint, contribuint amb un assaig al número de ciència-ficció de The New Yorker sobre la seva inspiració per escriure; es va publicar una setmana abans de la seva mort.
Bradbury va triar un lloc d'enterrament al Westwood Village Memorial Park Cemetery de Los Angeles, amb una làpida que diu "Autor de Fahrenheit 451". El 6 de febrer de 2015, The New York Times va informar que la casa en què Bradbury havia viscut i escrit durant 50 anys, al número 10265 de Cheviot Drive a Cheviot Hills, Los Angeles, Califòrnia, havia estat enderrocada pel comprador, l'arquitecte Thom Mayne.

## Política
Bradbury es considerava a si mateix un independent polític. Criat demòcrata, va votar pel Partit Demòcrata fins al 1968. El 1952, va treure un anunci a Variety com a carta oberta als republicans, en què deia: "Cada intent que feu per identificar el Partit Demòcrata com el partit del comunisme, com el partit 'd'esquerra' o 'subversiu', jo atacaré amb tot el meu cor i ànima". Tanmateix, el maneig de Lyndon B. Johnson de la Guerra del Vietnam va deixar Bradbury desencantat, i a partir de 1968 va votar pel Partit Republicà en totes les eleccions presidencials amb l'excepció de 1976, quan va votar per Jimmy Carter. Segons el biògraf de Bradbury, Sam Weller, la gestió inepta de Carter de l'economia "va empènyer [Bradbury] permanentment lluny dels demòcrates".
Bradbury va qualificar Ronald Reagan de "el president més gran", titllant Bill Clinton, de "cap de merda". L'agost de 2001, poc abans dels atemptats de l'11 de setembre, va qualificar George W. Bush de "meravellós" i va afirmar que el sistema educatiu estatunidenc era una "monstrositat". Més tard va criticar a Barack Obama per posar fi al programa de vols espacials tripulats de la NASA.
El 2010, va criticar el gran govern, dient que hi havia "massa govern" a Amèrica, i "no crec en el govern. Odio la política. Hi estic en contra. I espero que de vegades aquesta tardor, puguem destruirem part del nostre govern, i l'any vinent en destruirem encara més com menys govern, més feliç seré". Bradbury es va mostrar en contra de l'acció afirmativa, va condemnar el que va anomenar "tota aquesta correcció política que s'escampa als campus" i va demanar la prohibició de les quotes a l'educació superior. Va afirmar que "l'educació és purament una qüestió d'aprenentatge; ja no ens podem permetre el luxe de tenir-la contaminada per la maleïda política".

### Mort

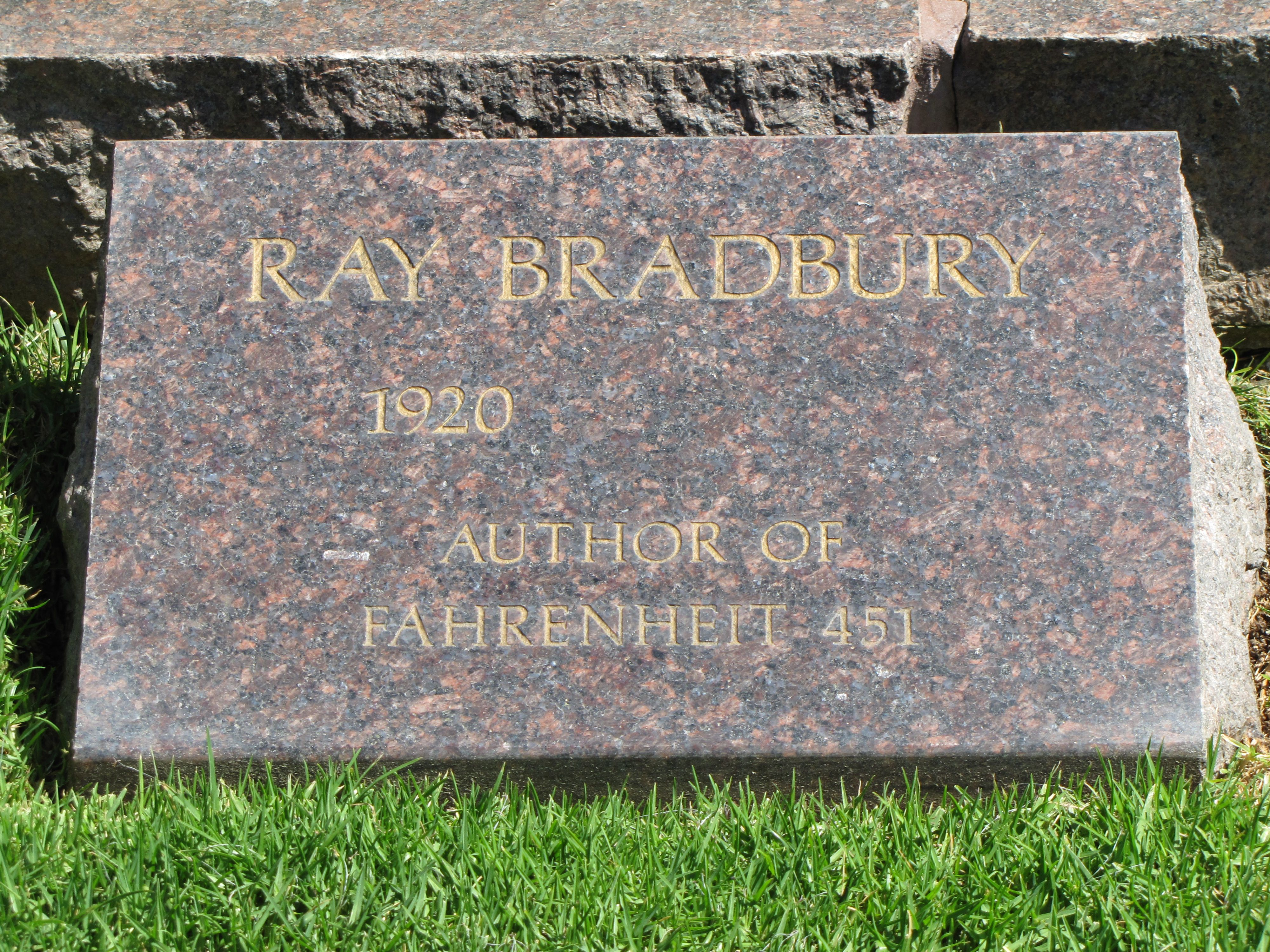
La làpida de Bradbury el maig de 2012, un mes abans de la seva mort

Bradbury va morir a Los Angeles, Califòrnia, el 5 de juny de 2012, als 91 anys, després d'una llarga malaltia. La seva biblioteca personal va ser cedida a la Biblioteca Pública de Waukegan, on va tenir moltes de les seves experiències formatives de lectura.
El Los Angeles Times li va atribuir la capacitat d'escriure de manera lírica i evocadora de terres lluny de la imaginació, mons que va ancorar aquí i ara amb una sensació de claredat visual i familiaritat de poble petit. El seu net, Danny Karapetian, va dir que les obres de Bradbury havien «influït en tants artistes, escriptors, professors, científics, i sempre és realment commovedor i reconfortant escoltar les seves històries». El Washington Post va assenyalar diverses tecnologies modernes que Bradbury havia imaginat molt abans, com ara la idea de caixers automàtics i auriculars Bluetooth a Fahrenheit 451, i els conceptes d’intel·ligència artificial a I Sing the Body Electric.

### Llegat
El 6 de juny de 2012, en una declaració pública oficial de l'Oficina de Premsa de la Casa Blanca, el president Barack Obama va dir:
| «               | Per a molts nord-americans, la notícia de la mort de Ray Bradbury de seguida va recordar imatges de la seva obra, gravades a la nostra ment, sovint des de ben jove. El seu do per narrar històries va remodelar la nostra cultura i va ampliar el nostre món. Però Ray també va entendre que la nostra imaginació es podia utilitzar com a eina per a una millor comprensió, un vehicle de canvi i una expressió dels nostres valors més estimats. No hi ha dubte que Ray seguirà inspirant moltes més generacions amb els seus escrits, i els nostres pensaments i oracions estan amb la seva família i amics. | » |
| — Barack Obama, | |   |

Diversos autors i cineastes van retre homenatge a Bradbury, destacant la influència de les seves obres per si soles. Steven Spielberg va dir que Bradbury va ser «la meva musa durant la major part de la meva carrera de ciència-ficció .... Sobre el món de la ciència-ficció i la fantasia i la imaginació és immortal». Neil Gaiman deia que «el paisatge del món en què vivim s'hauria minvat si no l'haguéssim tingut al nostre món». Joanne Harris el va anomenar una espurna brillant i ardent. Stephen King va publicar una declaració al seu lloc web dient:
| «               | Ray Bradbury va escriure tres grans novel·les i tres-centes grans històries. Un d'aquests últims es deia "A Sound of Thunder". El so que escolto avui és el tro dels passos d'un gegant que s'esvaeixen. Però les novel·les i les històries es mantenen, amb tota la seva ressonància i estranya bellesa. | » |
| — Stephen King, | |   |

Margaret Atwood va dir que va ser «deformada aviat per Ray Bradbury». Ella va escriure que Bradbury era:
| «                  | Forma part de la meva pròpia lectura primerenca, especialment la lectura deliciosa i clandestina feta amb avidesa en lloc dels deures, i la lectura compulsiva feta a la nit amb una llanterna quan hauria d'haver dormit. Les històries llegides amb tant entusiasme a una edat tan jove no es llegeixen tant com s'inhalen. S'enfonsen fins i tot cap avall, i es queden amb tu... La seva imaginació tenia un costat fosc, i va utilitzar aquell costat fosc i els seus malsons en la seva obra; però al món despert va presentar una combinació d'un nen ansiós i ple de meravelles i un oncle amable, i això era igual de real. En una època de classes d'escriptura, va ser autodidacte; en una època de gir, la seva era una veu autèntica, directament del cor; en una època d'imatges cuidades, era un natural. | » |
| — Margaret Atwood, | |   |

## Obra traduïda al català
- Fahrenheit 451, traducció de Jaume Subirana, Barcelona: Edhasa, 1986; última edició: Edicions 62, 2013 (títol original: Fahrenheit 451)[34]
- Intercanvi, traducció de Dolors Udina, Barcelona: Perspectiva/Aura, 2005 (títol original: Exchange)[35]
- Les cròniques marcianes, traducció de Quim Monzó, Barcelona: Bruguera, 1983; última edició: Proa, 2014 (títol original: The Martian Chronicles)[34]
- Les daurades pomes del sol, traducció de Jordi Fernando, Alella: Pleniluni, 1987;[36] nova edició: Les pomes daurades al sol, traducció de Lluís-Anton Baulenas, Barcelona: RBA, 2014[37] (títol original: The Golden Apples of the Sun)
- Més ràpid que l'ull, traducció de Ferran Toutain, Barcelona: Proa, 1997 (títol original: Quicker Than the Eye)[38]
- Relats inquietants, traducció de Martí Mas Fontcuberta, Barcelona: Cruïlla, 1994[39]
- Un cementiri de llunàtics, traducció de Martí Sales, Barcelona: Males Herbes, 2017 (títol original: Graveyard for Lunatics)[40]
- L'home il·lustrat, traducció de Martí Sales, Barcelona: Males Herbes, 2020 (títol original: The Illustrated Man)[41][42]